# 未來 (方大同專輯)
《未來 Wonderland》是香港歌手方大同第三張錄音室專輯，亦是在台灣發行的第一張專輯，於2007年12月28日推出。專輯主題為「愛與環保」。專輯的第一主打歌《Love Song》獲得了港台地區的大量好評及獎項。
因專輯銷量良好，華納唱片再推出了CD加DVD的版本，DVD中附有《Love Song》、第二主打歌《Sorry》和第三主打歌《夠不夠》的音樂錄影帶，以及四首在The Wall現場演繹的片段。

## 曲目
| 曲序 | 曲名                       | 曲     | 詞             | 編曲   | 附註                             |
| 01   | Love Song                  | 方大同 | 方大同         | 方大同 |                                  |
| 02   | 夠不夠                     | 方大同 | 方大同、梁茹嵐 | 方大同 |                                  |
| 03   | 暖                         | 方大同 | 周耀輝         | 方大同 |                                  |
| 04   | 愛在                       | 方大同 | 周耀輝         | 方大同 |                                  |
| 05   | 公園                       | 方大同 | 方大同         | 方大同 |                                  |
| 06   | 簡單最浪漫                 | 方大同 | 農夫           | 方大同 |                                  |
| 07   | 十九八七...                | 方大同 | 周耀輝         | 方大同 |                                  |
| 08   | 未來                       | 方大同 | 農夫           | 方大同 |                                  |
| 09   | 忘了美麗                   | 方大同 | 方大同         | 方大同 |                                  |
| 10   | Sorry                      | 方大同 | 娃娃           | 方大同 |                                  |
| 11   | 愛愛愛（Acoustic Version） | 方大同 | 周耀輝         | 方大同 | 原版收錄於上張專輯《愛愛愛》當中 |

## 香港派台歌曲
《Love Song》、《簡單最浪漫》、《暖》、《公園》

## MV導演
- 《Love Song》：比爾賈Bounce
- 《Sorry》：呂來慧
- 《夠不夠》：大寶導

## 唱片版本
- CD版
- CD+DVD版

## 獎項
| 年份         | 單位             | 獎項          | 入圍者 | 結果 |
| ------------ | ---------------- | ------------- | ------ | ---- |
| 2008         |                  |               |        |      |
| 第19屆金曲獎 | 最佳國語男歌手獎 | 方大同        | 提名   |      |
| 第19屆金曲獎 | 最佳年度歌曲獎   | 《Love Song》 | 提名   |      |

- 歌曲《Love Song》——第五屆勁歌王年度總選頒獎典禮 - 國語金曲獎、中華音樂人交流協會 - 2007年度十大單曲、2008年度新城國語力頒獎禮 - 歌曲獎、第八屆全球華語歌曲排行榜頒獎禮 - 二十大金曲、CASH金帆音樂獎 - CASH最佳歌曲大獎、2008年度TVB8金曲榜頒獎典禮 - 最佳作曲獎、年度金曲獎、2008年度新城勁爆頒獎禮 - 國語歌曲獎、2008年度叱咤樂壇流行榜頒獎典禮 - 專業推介、叱咤十大第二位、2008年度十大勁歌金曲頒獎典禮 - 最受歡迎華語歌曲獎銅獎、中歌榜北京流行音樂典禮 - 年度最佳作曲（港台）、年度金曲、加拿大至HiT中文歌曲排行榜 - 全國推崇十大國語歌曲、新加坡e樂大賞 - e樂最佳作曲、音樂之聲MusicRadio中國TOP排行榜 - 港台年度金曲、港台年度最佳作曲、HITO流行音樂獎 - 年度十大華語歌曲、叱咤903專業推介2008年度第八週冠軍歌曲
- 歌曲《簡單最浪漫》——香港電台中文歌曲龍虎榜2008年度第十一週冠軍歌曲、叱咤903專業推介2008年度第十四週冠軍歌曲
- 專輯《未來》——中華音樂人交流協會2007年度十大專輯、明報周刊演藝動力大獎 - 最突出唱片、9+2音樂先鋒榜頒獎典禮 - 17家電台聯辦最佳專輯、Hit FM - 2007年度十大專輯、HITO流行音樂獎 - DJ最愛專輯